# Batalla del Nivelle
La batalla del Nivelle se libró el 10 de noviembre de 1813 junto al río Nivelle hacia el final  de la guerra de la Independencia Española, después del sitio aliado de San Sebastián, de la batalla de San Marcial y de la toma de Pamplona por las tropas españolas el 31 de octubre. Las fuerzas francesas se batían en retirada hacia territorio de Francia.
Los 80,000 efectivos del Marqués de Wellington de la coalición anglo-hispano-portuguesa estaban persiguiendo al mariscal Soult, que solo tenía 60,000 hombres en un perímetro de 30 km. A las 2 en punto de tarde, Soult estaba en retirada y los británicos en una fuerte posición ofensiva. Soult había perdido 4.351 hombres por los 2.450 de Wellington, que se detuvo unos días en Saint-Pée-sur-Nivelle antes de proseguir su avance hacia Bayona, ciudad que no pudo ocupar hasta finales de abril de 1814.